# Broadway Danny Rose
Broadway Danny Rose (em Portugal: O Agente da Broadway) é um filme estadunidense de 1984 do gênero "Comédia" dirigido, escrito e protagonizado por Woody Allen. Foi exibido no Festival de Cannes de 1984.

## Sinopse
Um agente artístico da Broadway chamado Danny Rose, tem sua história mostrada em "flashback", contada por um grupo de comediantes que almoçam no restaurante Carnegie Deli em Nova Iorque.
Rose é conhecido por ajudar seus clientes, geralmente artistas sem talento ou em dificuldades, tais como um sapateador perneta ou um músico cego. Ele está empenhado em relançar a carreira do cantor romântico Lou Canova, que alcançou uma rápida fama nos anos de 1950 mas que agora enfrenta problemas, agravados pelo alcoolismo. Lou é casado mas tem uma amante chamada Tina Vitale, uma decoradora viúva de descendência italiana. Rose consegue uma grande oportunidade para Lou ao fazer com que o afamado Milton Berle aceite um convite para vir assistir ao cantor. Mas Lou quer que Rose leve Tina para essa apresentação, pois acredita que ela lhe "dará sorte". Rose é envolvido em várias confusões ao tentar convencer Tina e levá-la ao programa, inclusive sendo confundido com o amante dela por mafiosos ciumentos e vingativos.

## Elenco
- Woody Allen...Danny Rose
- Mia Farrow...Tina Vitale
- Nick Apollo Forte...Lou Canova
- Sandy Baron...Ele mesmo
- Corbett Monica...Ele mesmo
- Jackie Gayle...Ele mesmo
- Morty Gunty...Ele mesmo
- Will Jordan...Ele mesmo
- Howard Storm...Ele mesmo
- Gloria Parker...Artista das taças musicais
- Jack Rollins...Ele mesmo
- Milton Berle...Ele mesmo
- Craig Vandenburgh...Ray Webb
- Herb Reynolds...Barney Dunn
- Paul Greco...Vito Rispoli
- Frank Renzulli...Joe Rispoli